# Соловйов Валентин Михайлович
Валентин Михайлович Соловйов (14 лютого 1928, село Козачі Лагері, тепер Олешківського району Херсонської області — 4 березня 1992, місто Москва, Російська Федерація) — український радянський діяч, капітан кораблів Радянського Дунайського пароплавства. Депутат Верховної Ради УРСР 7-го скликання. Герой Соціалістичної Праці (29.07.1966).

## Біографія
Народився у селянській родині. Після закінчення Другої світової війни переїхав до міста Миколаєва, де навчався у мореплавній школі.
У 1946 році, після закінчення мореплавної школи, отримав призначення у місто Ізмаїл, де працював матросом на баржі Радянського Дунайського пароплавства. У 1947 році екстерном склав екзамени на судноводія кораблів місткістю до 200-х регістрових тонн, а у 1950 році — на штурмана далекого плавання. До 1955 року плавав штурманом, другим помічником капітана на різних пароплавах каботажного плавання («Темрюк», «Київ»).
У 1955—1960 роках — капітан на морських буксирах каботажного плавання («Акин Джамбул»).
Член КПРС з 1956 року.
У 1960—1967 роках — старший помічник капітана, капітан теплоходів далекого плавання Радянського Дунайського пароплавства («Вилково», а з кінця 1966 року — «Новий Донбас»).
У 1962 році закінчив заочне відділення Одеського вищого інженерного морехідного училища.
У 1967—1974 роках — начальник служби безпеки мореплавства Радянського Дунайського пароплавства у місті Ізмаїлі.
У 1974—1977 роках — начальник Головного агентства Радянського Дунайського пароплавства у місті Бухаресті (Румунія).
У 1978—1980 роках — начальник госпрозрахункової групи суден пасажирського флоту Радянського Дунайського пароплавства.
У 1981—1987 роках — начальник агентства Радянського Дунайського пароплавства у місті Регенсбурзі (Федеративна Республіка Німеччина).
Потім — на пенсії у місті Москві. Похований на Троєкурівському цвинтарі.

## Нагороди
- Герой Соціалістичної Праці (29.07.1966)
- орден Леніна (29.07.1966)
- два ордени Трудового Червоного Прапора (3.03.1960, 2.04.1981)
- медалі